# Емилия Миланова
Емилия Георгиева Миланова-Цончева е български икономист и университетски преподавател. От 1997 г. с препоръка на СДС заема поста подуправител на БНБ, ръководител на управление „Банков надзор“, с четири годишен мандат.

## Биография
Родена е на 12 октомври 1952 г. в град Годеч. През 1974 г. завършва Университета за национално и световно стопанство, гр. София. със специалност „Счетоводна отчетност“.
Започва трудовата си кариера в УНСС като асистент, където през 1984 г. става главен асистент. През 1991 г. получава научната степен доктор по икономика. От 1994 г. е научен секретар на катедра „Счетоводство и икономически анализи“ към УНСС. По-късно става доцент в същата катедра. От 1993 г. е дипломиран експерт-счетоводител.
През 1997 г. с препоръка на СДС Емилия Миланова е избрана за подуправител на БНБ, ръководител на управление „Банков надзор“ с четири годишен мандат.
В периода юли 1997 г. до 2001 г. е заместник-председател на борда на директорите на Банковата консолидационна компания в България.
От септември 2007 г. до април 2011 г. е председател на Съвета на директорите на „Юробанк България“ (Пощенска банка).
През януари 2012 г. става професор в катедра „Счетоводство и анализ“ в УНСС.
През 2013 г. става председател на Редакционния съвет на Списание ИДЕС.
През 2014 г. Емилия Миланова остро критикува действията на БНБ относно политиката по ликвидация на КТБ.